# Tuvaphantes
Tuvaphantes es un género de arañas araneomorfas de la familia Salticidae. Se encuentra en Tuvá en Rusia.   

## Especies
Según The World Spider Catalog 12.5::
- Tuvaphantes arat Logunov, 1993
- Tuvaphantes insolitus (Logunov, 1991)